# Балыкинская икона Божией Матери
Об иконе из Луцка см. Волынская икона Божией Матери
Балыкинская икона Божией Матери — икона Пресвятой Богородицы из села Балыкина Стародубского уезда Черниговской губернии (ныне — Погарского района Брянской области). Празднование иконе совершается 30 июня (13 июля). В некоторых источниках эта икона называется Волынской.
По преданию икона находилась в доме пана Дульского, который во время шведской войны, когда шведы шли мимо Стародуба, заметил появление на иконе слёз из глаз Божией Матери. Это произошло в 1709 году. После этого пан Дульский дал обет поставить икону в храм, который бы тогда строился. Он долго медлил с передачей иконы, но после явления ему во сне Богородицы, передал образ в бедный Балыкинский приход. Это произошло в 4 августа 1711 года.
Икона написана на холсте, приклеенном на доску. Икона относится к типу Умиление, голова Богородицы украшена диадемой, взгляд её направлен на младенца Христа, лежащего на её коленях. На серебряном вызолоченном окладе имеется надпись: «1811 г., июня 24, коштом графини Анны Ивановны Безбородко переделана и вызлащена».
Список Балыкинской иконы в 1712 году был подарен Свято-Введенскому женскому монастырю в Орле Тобольским митрополитом Иоанном (Максимовичем). Данный список является одной из наиболее почитаемых святынь Орловщины.
В 2009 году праздновалось 300-летие чудотворной иконы.